# Maximiliano González
Maximiliano David González (San Lorenzo, Santa Fe, Argentina, 12 de marzo de 1994) es un futbolista argentino. Juega como mediocentro y su equipo actual es Rangers de la Primera B.

## Carrera
Debutó en la primera canalla en la fecha inicial del Campeonato de Primera División 2015, en el cotejo que enfrentó a Rosario Central con Racing Club y que finalizó con victoria de los rosarinos 1 a 0; el entrenador auriazul Eduardo Coudet dispuso su ingreso a los 80 minutos de juego, remplazando a Jonás Aguirre. Durante dicho certamen sumó otras seis presencias, mientras que por Copa Argentina 2014-15 jugó un partido. En 2016 disputó dos encuentros por el Campeonato de Primera División 2016 y otro por Copa Libertadores. A mediados de este año se fue a préstamo a Quilmes junto a Hernán Da Campo.
Convirtió su primer gol el 21 de junio de 2017 jugando para Quilmes en el empate 2-2 frente a Arsenal a los 15 minutos del primer tiempo, luego de que el arquero de un rebote, el mediocampista empujó la pelota en la línea de gol.
A mediados de 2018, se va a préstamo a Tigre por un año.

## Estadísticas

### Clubes
- Actualizado hasta el 20 de julio de 2025.

| Rosario Central Argentina | 1.ª                 | 2014                | 0   | 0 | 0  | 0 | - | - | 0   | 0 | 0    |
| Rosario Central Argentina | 1.ª                 | 2015                | 7   | 0 | 1  | 0 | - | - | 8   | 0 | 0    |
| Rosario Central Argentina | 1.ª                 | 2016                | 2   | 0 | 0  | 0 | 1 | 0 | 3   | 0 | 0    |
| Rosario Central Argentina | 1.ª                 | 2017-18             | 15  | 1 | 2  | 0 | 1 | 0 | 18  | 1 | 0.06 |
| Rosario Central Argentina | Total club          | Total club          | 24  | 1 | 3  | 0 | 2 | 0 | 29  | 1 | 0.03 |
| Quilmes Argentina | 1.ª                 | 2016-17             | 18  | 1 | 2  | 0 | - | - | 20  | 1 | 0.05 |
| Quilmes Argentina | Total club          | Total club          | 18  | 1 | 2  | 0 | - | - | 20  | 1 | 0.05 |
| Tigre Argentina | 1.ª                 | 2018-19             | 3   | 0 | 0  | 0 | - | - | 3   | 0 | 0    |
| Tigre Argentina | Total club          | Total club          | 3   | 0 | 0  | 0 | - | - | 3   | 0 | 0    |
| Alvarado Argentina | 2.ª                 | 2019-20             | 16  | 1 | 0  | 0 | - | - | 16  | 1 | 0.06 |
| Alvarado Argentina | Total club          | Total club          | 16  | 1 | 0  | 0 | - | - | 16  | 1 | 0.06 |
| San Martín (SJ) Argentina | 2.ª                 | 2020                | 9   | 1 | -  | - | - | - | 9   | 1 | 0.11 |
| San Martín (SJ) Argentina | 2.ª                 | 2021                | 29  | 0 | 1  | 0 | - | - | 30  | 0 | 0    |
| San Martín (SJ) Argentina | Total club          | Total club          | 38  | 1 | 1  | 0 | - | - | 39  | 1 | 0.03 |
| Atlanta Argentina | 2.ª                 | 2022                | 24  | 0 | -  | - | - | - | 24  | 0 | 0    |
| Atlanta Argentina | 2.ª                 | 2024                | 17  | 0 | -  | - | - | - | 17  | 0 | 0    |
| Atlanta Argentina | Total club          | Total club          | 41  | 0 | -  | - | - | - | 41  | 0 | 0    |
| Independiente Rivadavia Argentina | 2.ª                 | 2023                | 29  | 0 | 1  | 0 | - | - | 30  | 0 | 0    |
| Independiente Rivadavia Argentina | Total club          | Total club          | 29  | 0 | 1  | 0 | - | - | 30  | 0 | 0    |
| Rangers · Chile | 2.ª                 | 2025                | 10  | 0 | 3  | 0 | - | - | 13  | 0 | 0    |
| Rangers · Chile | Total club          | Total club          | 10  | 0 | 3  | 0 | - | - | 13  | 0 | 0    |
| Total en su carrera | Total en su carrera | Total en su carrera | 178 | 4 | 10 | 0 | 2 | 0 | 190 | 4 | 0.02 |
| (1) Las copas nacionales se refiere a la Copa Argentina, la Copa de la Superliga Argentina y la Copa Chile. (2) Las copas internacionales se refiere a la Copa Libertadores y a la Copa Sudamericana. (3) Media de goles por encuentro. No incluye goles en partidos amistosos. |                     |                     |     |   |    |   |   |   |     |   |      |

## Palmarés

### Torneos regionales
| Competición   | Club            | Provincia | Año  |
| ------------- | --------------- | --------- | ---- |
| Copa Santa Fe | Rosario Central | Santa Fe  | 2017 |

### Torneos nacionales
| Título           | Club                    | País      | Año  |
| ---------------- | ----------------------- | --------- | ---- |
| Primera Nacional | Independiente Rivadavia | Argentina | 2023 |